# 盧碧雲
盧碧雲（1922年2月22日—），台灣女電影演員，本名盧鹓，浙江吳興人。

## 生平
盧碧雲出生於吉林，之後搬至上海。盧碧雲從小就深受兄長盧志雲影響，喜愛戲劇，高中時期為校內話劇演員。高中畢業後，盧碧雲擔任家庭教師，在盧志雲介紹下以玩票心態演出話劇《拿破崙在後台》，演技大受肯定，最後瞞著父母加入上海蘭心劇團，在上海有「話劇皇后」之稱。
1944年，因為父親反對，盧碧雲第一次退出演藝圈。1945年中國抗日戰爭勝利後，蘭心劇團話劇《浮生六記》公演一年，轟動上海，男主角換了三人，女主角始終是盧碧雲；這一年，中華民國空軍飛行員「飛將軍」黃飛達來看《浮生六記》，經朋友介紹認識盧碧雲。盧碧雲與黃飛達對彼此都很滿意，很快就結婚。盧碧雲婚後不久復出影壇，在文華、益華等影業公司主演《母與子》與《馬路英雄》。1949年，盧碧雲隨丈夫遷居臺灣新竹，曾在空軍大鵬話劇隊、復興劇團演戲一段時間，曾任農業教育電影公司演員。在拍攝《天倫淚》時，盧碧雲的女兒摔傷了下巴，差點破相；盧碧雲對此相當自責，在演完《天倫淚》之後再度息影，之後在1964年復出。1965年，她參演王引導演的電影《煙雨濛濛》，宣告復出，以本片獲第4屆金馬獎最佳女配角獎。1969年，她加入中國電視公司基本演員。1971年，中視為她量身打造連續劇《母親》，不僅迴響熱烈，亦得到教育部文化局嘉獎。
2000年，盧碧雲不慎跌倒傷及神經，行動不若往常，自此鮮少現身公眾場合，僅偶爾參與資深藝人聚會。

## 獎項
- 1965年，獲第4屆金馬獎最佳女配角獎（電影《煙雨濛濛》）。
- 1993年，獲得第30屆金馬獎特別紀念獎。
- 2013年，獲得第48屆金鐘獎特別貢獻獎。[1][2]

## 作品
電影
- 《母與子》
- 《馬路英雄》
- 《一簾幽夢》
- 《我心深處》 飾演：秦母
- 《煙水寒》
- 《真真的愛》
- 《明天二十歲》
- 《煙雨濛濛》 飾演：王雪琴
- 《夢的衣裳》
- 《惡夢初醒》
- 《罌粟花》
- 《八十八號情報員》
- 《封神榜》（上集、下集）
- 《家有十二個媳婦》
- 《愛在夕陽下》
- 《在水一方》 飾演：老奶奶
- 《王老虎搶親》

電視劇
- 中視《長白山上》 飾演：賀大娘
- 中視《母親》
- 中視《香妃》飾演：太后
- 中視《成功嶺上》飾演：曾奶奶
- 中視《戰國風雲》飾演：藺母
- 中視《情義無價》 飾演：鍾母
- 中視《斜陽外》飾演：張母
- 中視 《細語柔情》 飾演：白母
- 中視 《雙姝怨》 飾演：莊母
- 中視《一代女皇》 飾演：鄭氏、楊氏
- 中視《情在天涯》 飾演：趙太太
- 中視《大執法》 飾演：太福晉
- 中視 《長江一號》 飾演：張奶奶
- 中視 《銀女》 飾演：陳母
- 台視《碧海情天》 飾演：淑郡主
- 台視《江湖再見》 飾演：張阿萍
- 華視《包青天》鍘美案 飾演：皇太后
- 中視、公視製播組《一代名臣范仲淹》 飾演：章獻明肅皇后
- 三台聯播《寒流》飾演：梁夫人

綜藝節目
- 中視《大家一起來》：短劇單元〈媽媽樂〉，與敏芳飾演兩位家庭主婦[3]

## 外部連結
- 盧碧雲在互联网电影资料库（IMDb）上的資料（英文）（英文）
- 盧碧雲在香港影庫上的簡介
- 盧碧雲在豆瓣上的资料（简体中文）
- 盧碧雲在时光网上的簡介（简体中文）